# Spräcklig skogstrast
Spräcklig skogstrast (Catharus maculatus) är en fågel i familjen trastar inom ordningen tättingar.

## Utseende och läte
Spräcklig skogstrast är en liten och vackert tecknad trast. Den har svart huvud med kontrasterande orange ögonring, näbb och ben. Undersidan är gul med sotfärgade fläckar. Den varierade sången består av långsamma flöjtande fraser.

## Utbredning och systematik
Spräcklig skogstrast delas in i två underarter med följande utbredning:
- Catharus maculatus maculatus – sydöstra Colombia och västra Venezuela till västra och östra Ecuador, östra Peru och västra Bolivia
- Catharus maculatus blakei – södra Bolivia till norra Argentina

Arten behandlades tidigare som en del av Catharus dryas, då under det svenska namnet gulbröstad skogstrast.

## Levnadssätt
Spräcklig skogstrast hittas i tropisk och subtropisk städsegrön skog. Den undgår vanligen upptäckt och hörs långt oftare än ses. Fågeln födosöker på marken, men även i fruktbärande träd.

## Status
Arten har ett stort utbredningsområde och beståndet anses stabilt. Internationella naturvårdsunionen IUCN listar den därför som livskraftig (LC).